# アイス・エイジ2
『アイス・エイジ2』（原題: Ice Age: The Meltdown）は、2006年のアメリカ合衆国のアニメーション映画。

## あらすじ
優しくて力持ちのマンモスのマニー、お調子者だが憎めないナマケモノのシド、強面で強気なサーベルタイガーのディエゴの3匹は、悩みを抱えながらも仲間たちと楽しく暮らしていた。しかし、進行する地球温暖化によって氷河が溶け、大洪水の危機が迫る。 3匹は仲間の動物たちと共に、安全な場所へ避難することを決意する。
そこで、マニーは、可愛いが強気で、お転婆なメスマンモスと出会う。

## キャラクター
前作では、主役の三匹の吹き替え版での一人称は全員「俺」だったが、今回からはそれぞれ異なったものとなっている。
マニー（マンフレッド）
声 - レイ・ロマーノ、日本語吹替 - 山寺宏一
マンモス。吹き替え版の一人称は「私」（前作でも状況に応じて「俺」と「私」を使い分けている）。
前作ではその生い立ちから孤独な自分に対して無関心を装っていたが、今回は自分がマンモスの最後の生き残りである可能性に苦悩する。
強情で一匹狼なところは前作から引きずっており、融通のきかない不器用なところがあり、それがもとでエリーと大喧嘩に発展するが衝突するうちに惹かれあっていく。
シド
声 - ジョン・レグイザモ、日本語吹替 - 太田光（予告編では高木渉）
メガロニクス（オオナマケモノ）。一人称は「オイラ」。
今作も主にボケ役を担当。他者から敬われない今の自分の立場に不満を覚えるが前回覚えた火打ちのおかげでナマケモノ達から神として称えられ、仲間に迎え入れられるがディエゴから「彼は俺たちにとって必要な存在だ」と言われ、行くのをやめた。また本作のラストでもエリーに「ペット飼っていい？」と強請る描写があり、これが続編である「アイスエイジ3」に実現する。
前作に比べディエゴとの絡みが多い。
ディエゴ
声 - デニス・リアリー、日本語吹替 - 竹中直人
スミロドン（サーベルタイガー）。一人称は「俺」。
前作同様にクールな性格。
水を目の前にすると体が固まってしまうほどの恐怖症であるが、シドの憎まれ口による励ましのおかけで、みごとに克服するまでにいたる。
前作ではシリアスなイメージが強かったのに対し、今回はマニーとエリーの恋の行方を見守ったり、お調子者のシドを「大切な仲間だ」というなど前回に比べ、心優しい描写が追加された。
スクラット
声 - クリス・ウェッジ
シリーズのマスコット。リスとネズミがモデル。
今回も温暖化の影響など気にせずひたすらドングリを追い続ける。ドングリハンター。
どんな過酷な状況だろうがドングリ愛は動じない。
エディ
声 - ジョシュ・ペック、日本語吹替 - 中島知子
フクロネズミ（オポッサム）。クラッシュの兄弟。
マンモスのエリーを姉と慕う。ディエゴにちょっかいを出したことがきっかけで、エリーやクラッシュと共に、三匹の旅に同行する。
クラッシュ
声 - ショーン・ウィリアム・スコット、日本語吹替 -  久本雅美
フクロネズミ。エディの兄弟。
特にディエゴ、シドと壮絶なバトルを繰り広げる。いろいろな経験を通し、最終的に三匹と完全に和解。
エディ同様エリーの弟を自称。エディとのコンビネーションは抜群。
エリー
声 - クイーン・ラティファ、日本語吹替 - 優香
悩むマニーの前に姿を現した雌のマンモス。一風変わった事情を持つ。
フクロネズミのクラッシュとエディを実の兄弟のように慕う。
エディとクラッシュの家族と共に行動していたため自分もフクロネズミだと信じ込んでいたが、マニーたちと行動をともにしているうちにマンモスとしての自覚を取戻す。
彼女にもマニーと似た過去の秘密がある。融通のきかないマニーに対してブチ切れて、旅の途中で大喧嘩してしまうが最終的には和解し恋が芽生える。
ものしりトニー
声 - ジェイ・レノ、日本語吹替 - 高田純次
オオアルマジロ。洪水が起こることを予言し皆はそれを嘲り笑っていたが、それは現実のものとなってしまう。
ハゲタカ（コンドル）
声 - ウィル・アーネット、日本語吹替 - 石塚運昇
常にマニーたちを付けねらっている。立派なミュージカルにするほどエサだとしか思っていない。
水生爬虫類
紫色のメトリオリンクスと緑色のプリオサウルスのコンビ。生きたまま氷山の中に閉じ込められていたが、温暖化で解放され、大移動を開始した動物たちをつけ狙う。
紫色にはCretaceous（白亜紀）、緑色にはMaelstrom（大渦巻）という名前があるが、劇中で名前が出るシーンはない。
サイの子ども
声、日本語吹替 - 菅澤美月（おはガールキャンディミント）
シカの子ども
声、日本語吹替 - 下垣真香（おはガールキャンディミント）
トリの子ども
声、日本語吹替 - 麻亜里（おはガールキャンディミント）

## 本作に登場する動物
- マンモス
- スミロドン
- メガロニクス
- オポッサム（劇中ではフクロネズミと呼ばれる）
- ディアトリマ
- オオアルマジロ
- オオアリクイ
- マクラウケニア
- ヒメコンドル（劇中ではハゲタカと呼ばれる）
- ビーバー
- ハリネズミ
- エウケラテリウム
- カリコテリウム
- ドエディクルス
- フンコロガシ
- メトリオリンクス
- プリオサウルス類

## 関連作品
- PlayStation 2及びニンテンドーDS版ゲーム：『アイス･エイジ2』（ タイトー 、2006年10月6日）
- 日本語吹き替え版イメージソング：岸谷香『ICE AGE ～氷河期の子供たち～』（2006年4月19日）